# ۸۳۶ (میلادی)
۸۳۶ (میلادی) هشتصد و بسی و ششمین سال تقویم میلادی است.

## درگذشتگان
‎